# Жовтюх
Жовтюх (Colias) — рід метеликів родини біланових (Pieridae).

## Поширення
Рід широко поширений у Голарктиці (Європа, Північна Азія та Північна Америка), включаючи арктичні регіони. Деякі види трапляються також у Південній Америці, Африці, Індії та Китаю.

## Опис
Для жовтюхів характерний статевий диморфізм. Забарвлення крил самців відбиває ультрафіолетове випромінювання, а крила самиць не мають такої властивості.

## Спосіб життя
Гусениці жовтюхів живляться листям рослин родини бобових, при чому кожен вид спеціалізується на окремому виді рослин. Серед жовтянок є і корисні для людини види, що знищують бур'ян, так і шкідники, що завдають збитки посівам люцерни та вики.

## Список видів
- Colias adelaidae Verhulst, 1991
- Colias aegidii Verhulst, 1990
- Colias aias Fruhstorfer, 1903
- Colias alexandra W. H. Edwards, 1863
- Colias alfacariensis Ribbe, 1905
- Colias alpherakii Staudinger, 1882
- Colias alta Staudinger, 1886
- Colias aquilonaris Grum-Grshimailo, 1899
- Colias arida Alphéraky, 1889
- Colias audre (Hemming, 1933)
- Colias aurorina Herrich-Schäffer, 1850
- Colias baeckeri Kotzsch, 1930
- Colias balcanica Rebel, 1901
- Colias behrii W. H. Edwards, 1866
- Colias berylla Fawcett, 1904
- Colias boothi Curtis, 1835
- Colias canadensis Ferris, 1982
- Colias caucasica Staudinger, 1871
- Colias chippewa W. H. Edwards, 1872
- Colias chlorocoma Christoph, 1888
- Colias christina W. H. Edwards, 1863
- Colias christophi Grum-Grshimailo, 1885
- Colias chrysotheme (Esper, 1781)
- Colias cocandica Erschoff, 1874
- Colias croceus (Geoffroy, 1785)
- Colias dimera Doubleday, 1847
- Colias diva Grum-Grshimailo, 1891
- Colias dubia Fawcett, 1906
- Colias electo (Linnaeus, 1763)
- Colias elis Strecker, 1885
- Colias eogene C. & R. Felder, 1865
- Colias erate (Esper, 1805)
- Colias erschoffi Alphéraky, 1881
- Colias eurytheme Boisduval, 1852
- Colias euxanthe C. & R. Felder, 1865
- Colias felderi Grum-Grshimailo, 1891
- Colias fieldii Ménétriés, 1855
- (C. myrmidone)
- Colias flaveola Blanchard, 1852
- Colias gigantea Strecker, 1900
- Colias grumi Alpheraky
- Colias harfordii W. H. Edwards, 1877
- Colias hecla Lefèbvre, 1836
- Colias heos (Herbst, 1792)
- Colias hofmannorum Eckweiler, 2000
- Colias hyale (Linnaeus, 1758)
- Colias hyperborea Grum-Grshimailo, 1899
- Colias interior Scudder, 1862
- Colias johanseni Troubridge & Philip, 1990
- Colias krauthii Klots, 1935
- Colias lada Grum-Grshimailo, 1891
- Colias ladakensis Felder & Felder, 1865
- Colias leechi Grum-Grshimailio, 1893
- Colias lesbia (Fabricius, 1775)
- Colias libanotica Lederer, 1858
- Colias marcopolo Grum-Grshimailo, 1888
- Colias marnoana Rogenhofer, 1884
- Colias meadii W. H. Edwards, 1871
- Colias minisni Bean, 1895
- Colias montium Oberthür, 1886
- Colias mukana Berger, 1981
- Colias myrmidone (Esper, 1781)
- Colias nastes Boisduval, 1834
- Colias nebulosa Oberthür, 1894
- Colias nilagiriensis Felder, C & R Felder, 1859
- Colias nina Fawcett, 1904
- Colias occidentalis Scudder, 1862
- Colias palaeno (Linnaeus, 1761)
- Colias pelidne Boisduval & Le Conte, 1829
- Colias phicomone (Esper, 1780)
- Colias philodice Godart, 1819
- Colias poliographus Motschulsky, 1861
- Colias ponteni Wallengren, 1860
- Colias pseudochristina Ferris, 1989
- Colias regia Grum-Grshimailo, 1887
- Colias romanovi Grum-Grshimailo, 1885
- Colias sagartia Lederer, 1869
- Colias sareptensis Staudinger, 1871
- Colias scudderii Reakirt, 1865
- Colias shahfuladi Clench & Shoumatoff, 1956
- Colias sieversi Grum-Grshimailo, 1887
- Colias sifanica Grum-Grshimailo, 1891
- Colias staudingeri Alphéraky, 1881
- Colias stoliczkana Moore, 1882
- Colias tamerlana Staudinger, 1897
- Colias thisoa Ménétriés, 1832
- Colias thrasibulus Fruhstorfer, 1908
- Colias thula Hovanitz, 1955
- Colias tibetana Riley, 1922
- Colias tyche (Böber, 1812)
- Colias viluiensis (Ménétriés, 1859)
- Colias wanda Grum-Grshimaïlo, 1907
- Colias wiskotti Staudinger, 1882

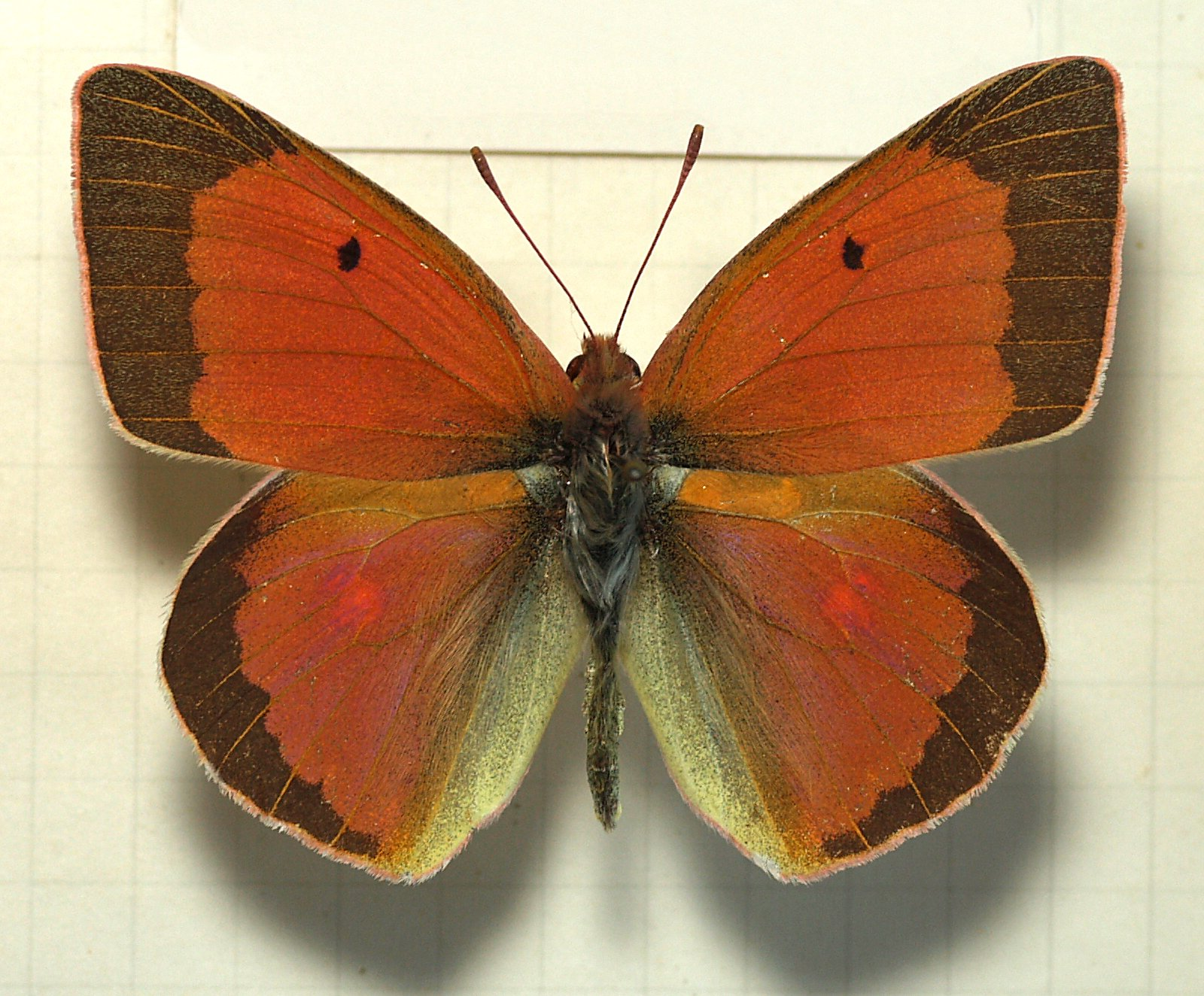
Colias aurorina heldreichi, ♂
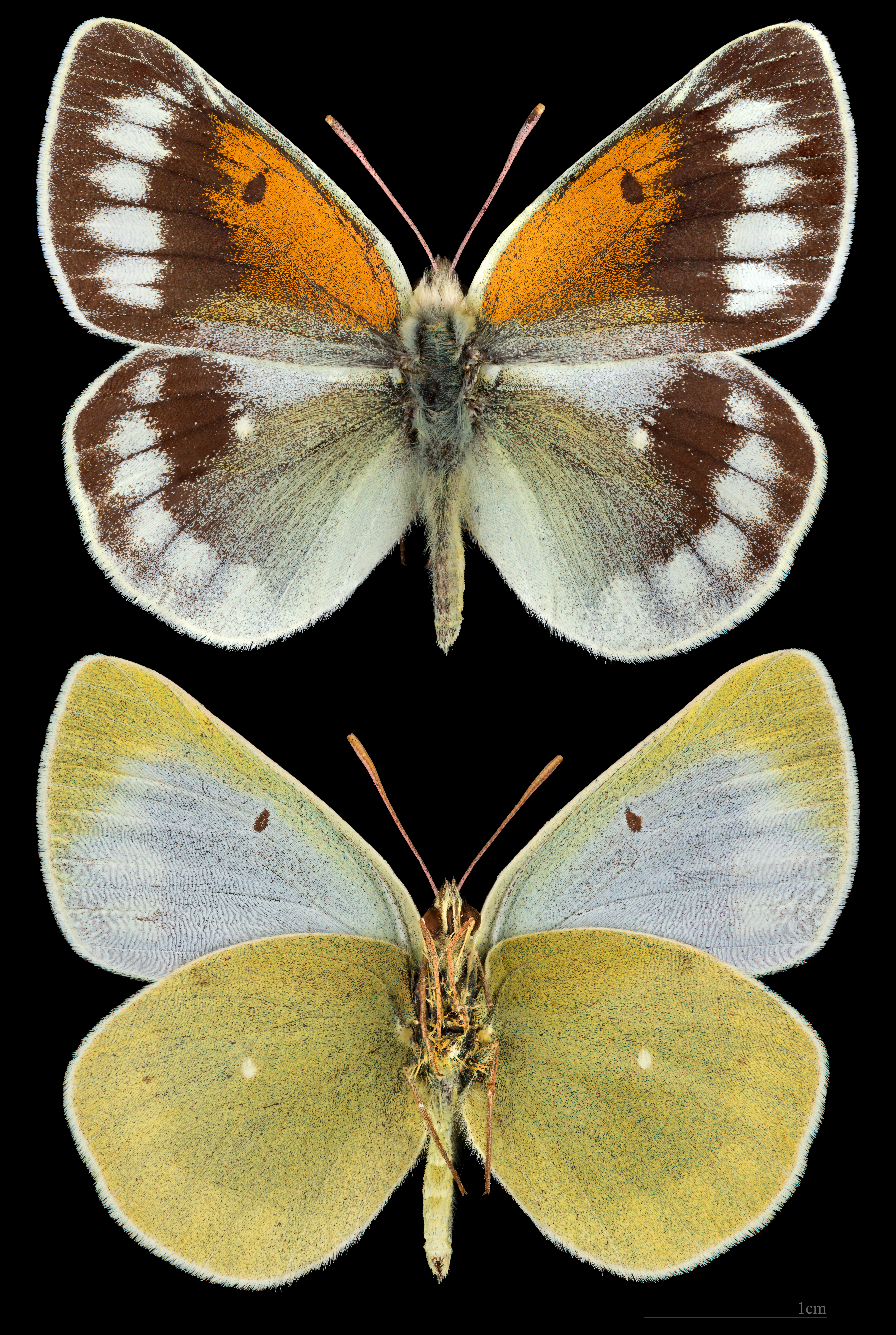
Colias christophi, ♂
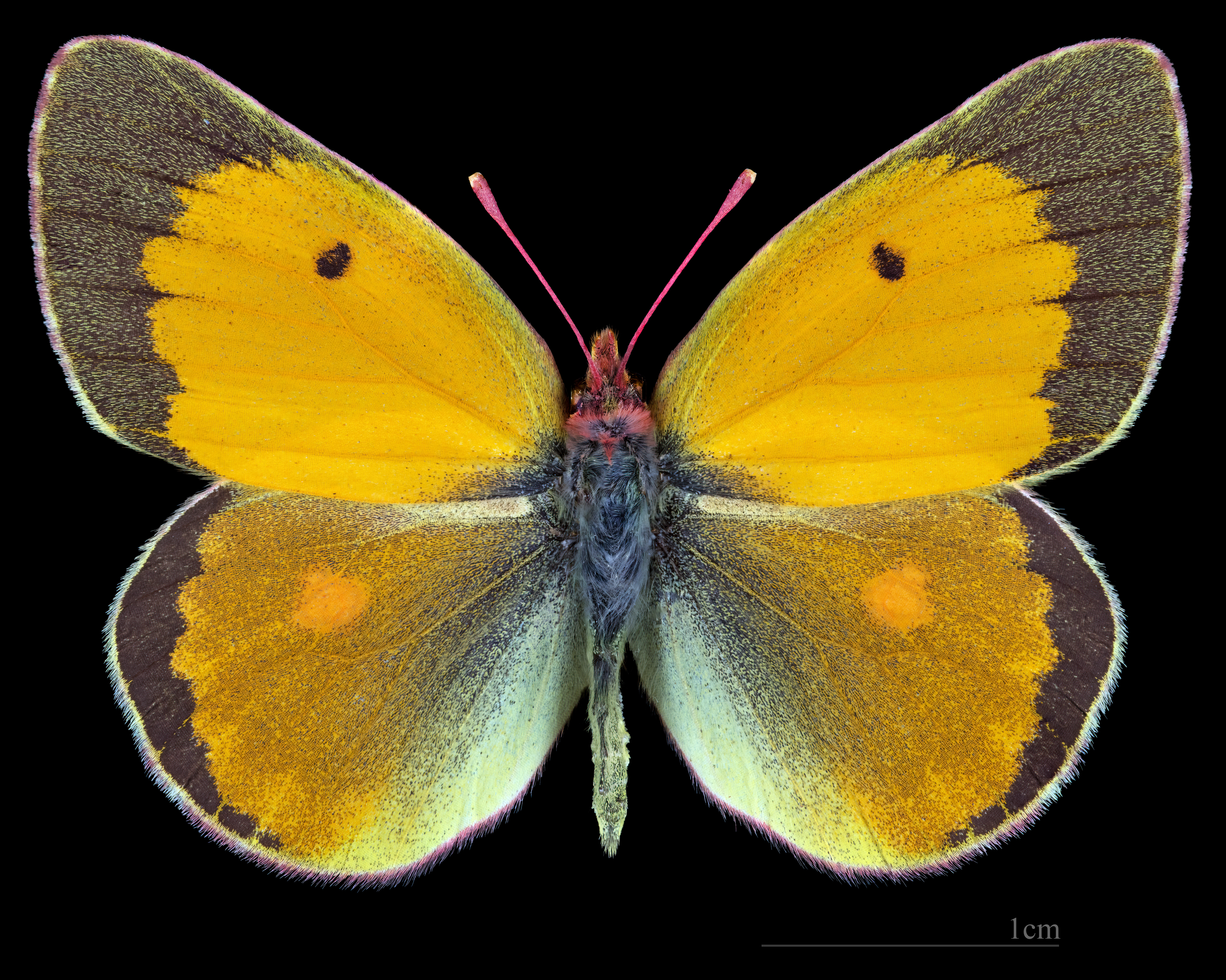
Colias myrmidone, ♂
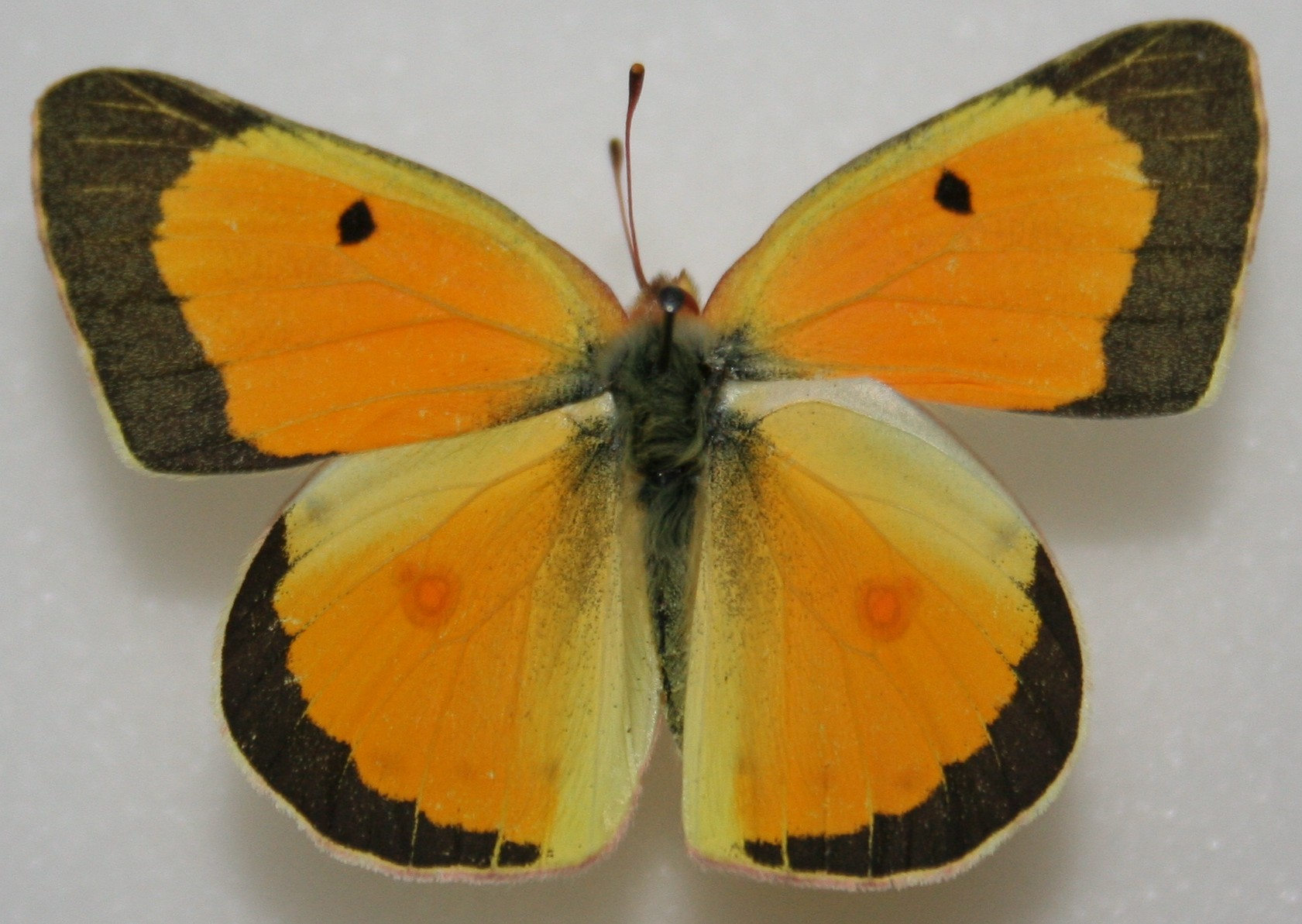
Colias eurytheme, ♂
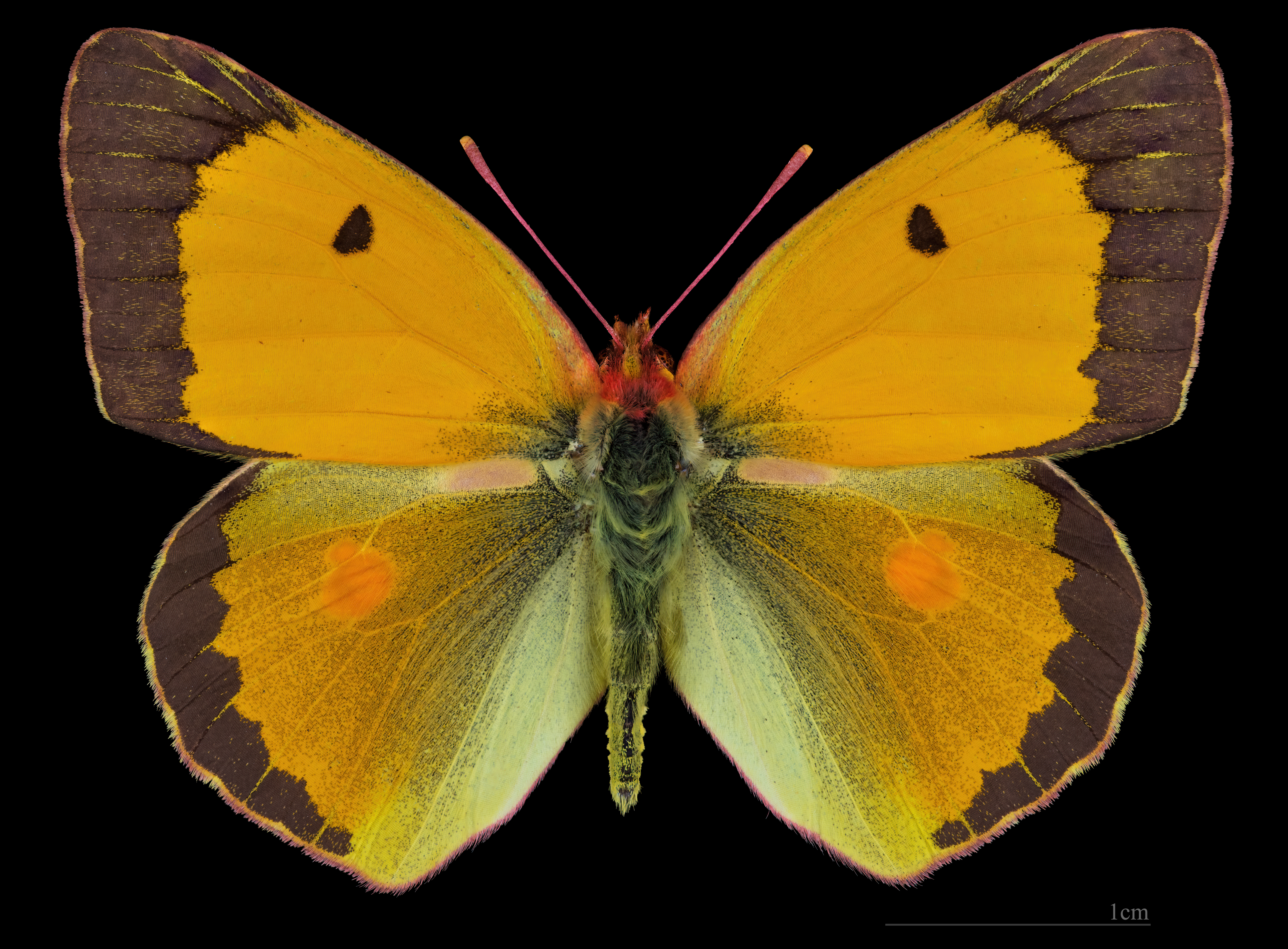
Colias croceus, ♂
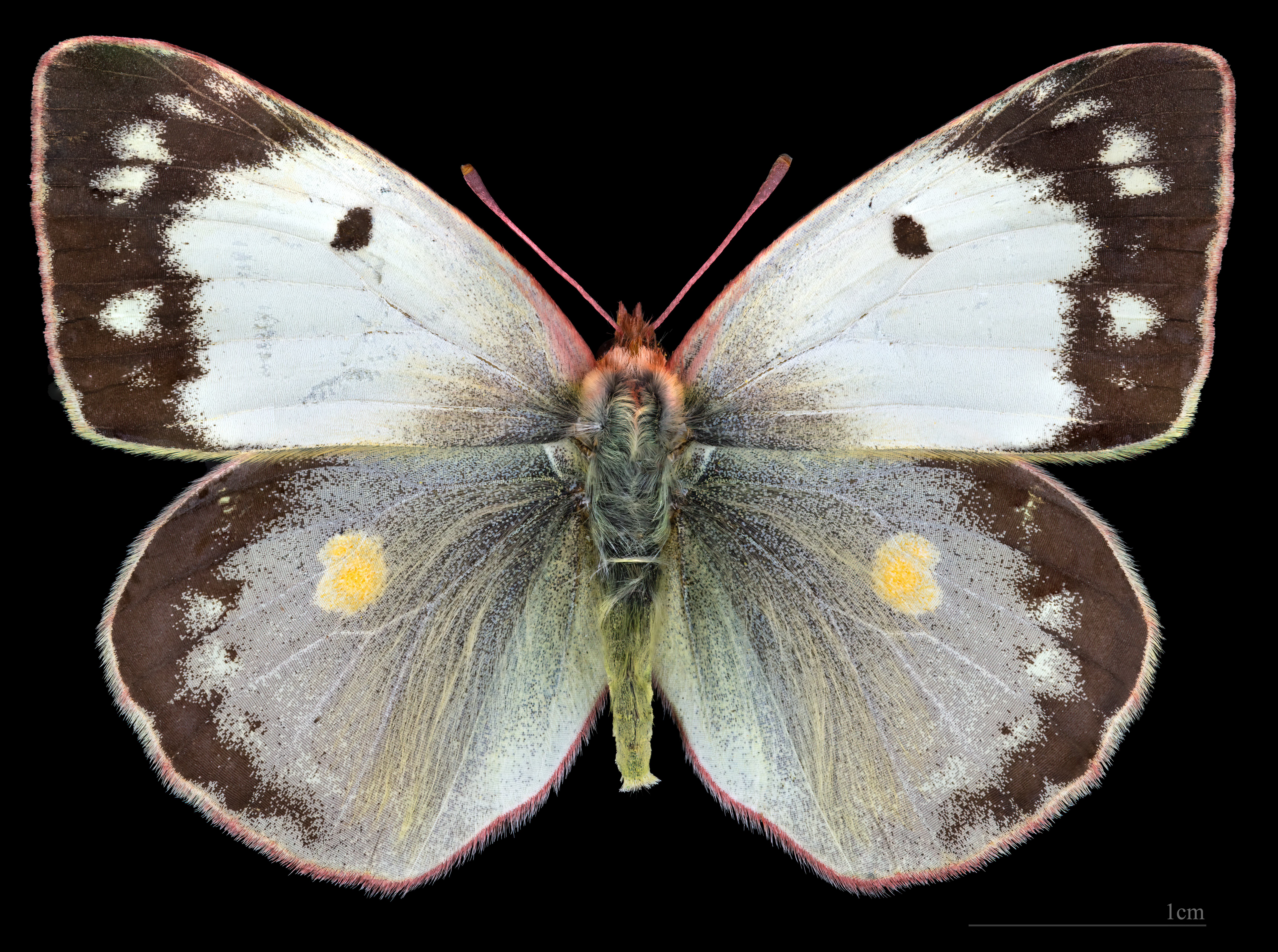
Colias croceus, ♂ f.helice
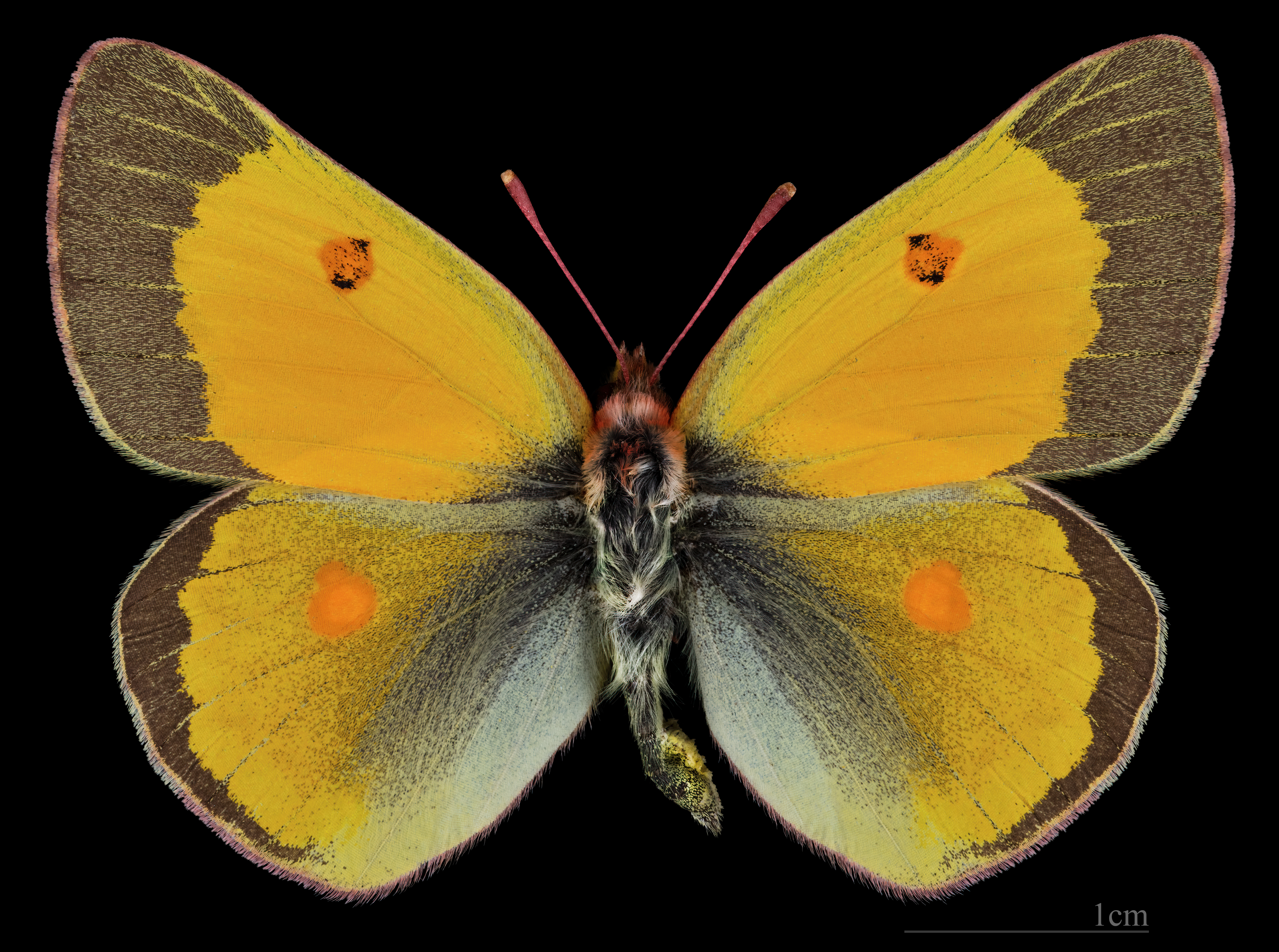
Colias chrysotheme ♂
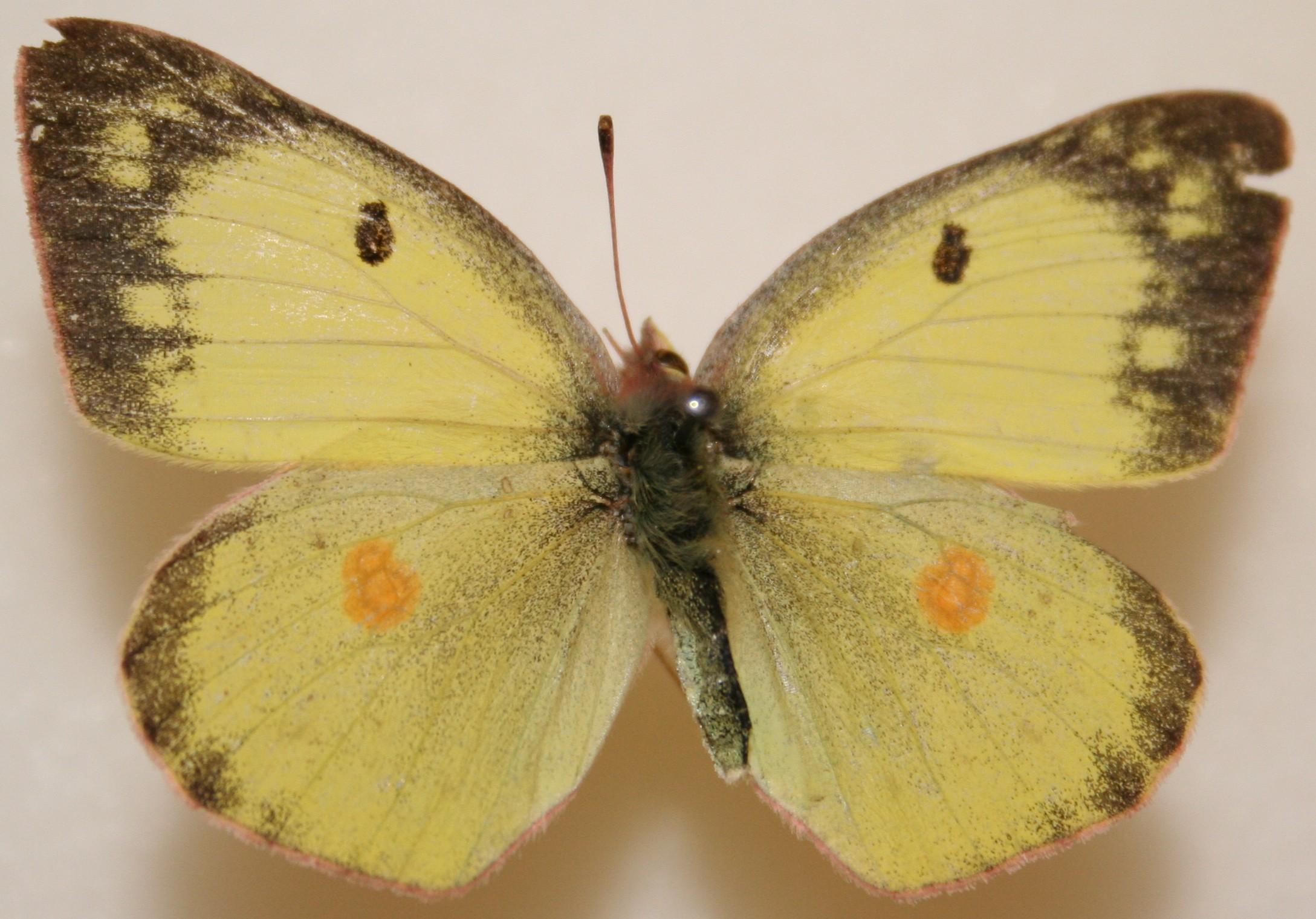
Colias philodice ♀
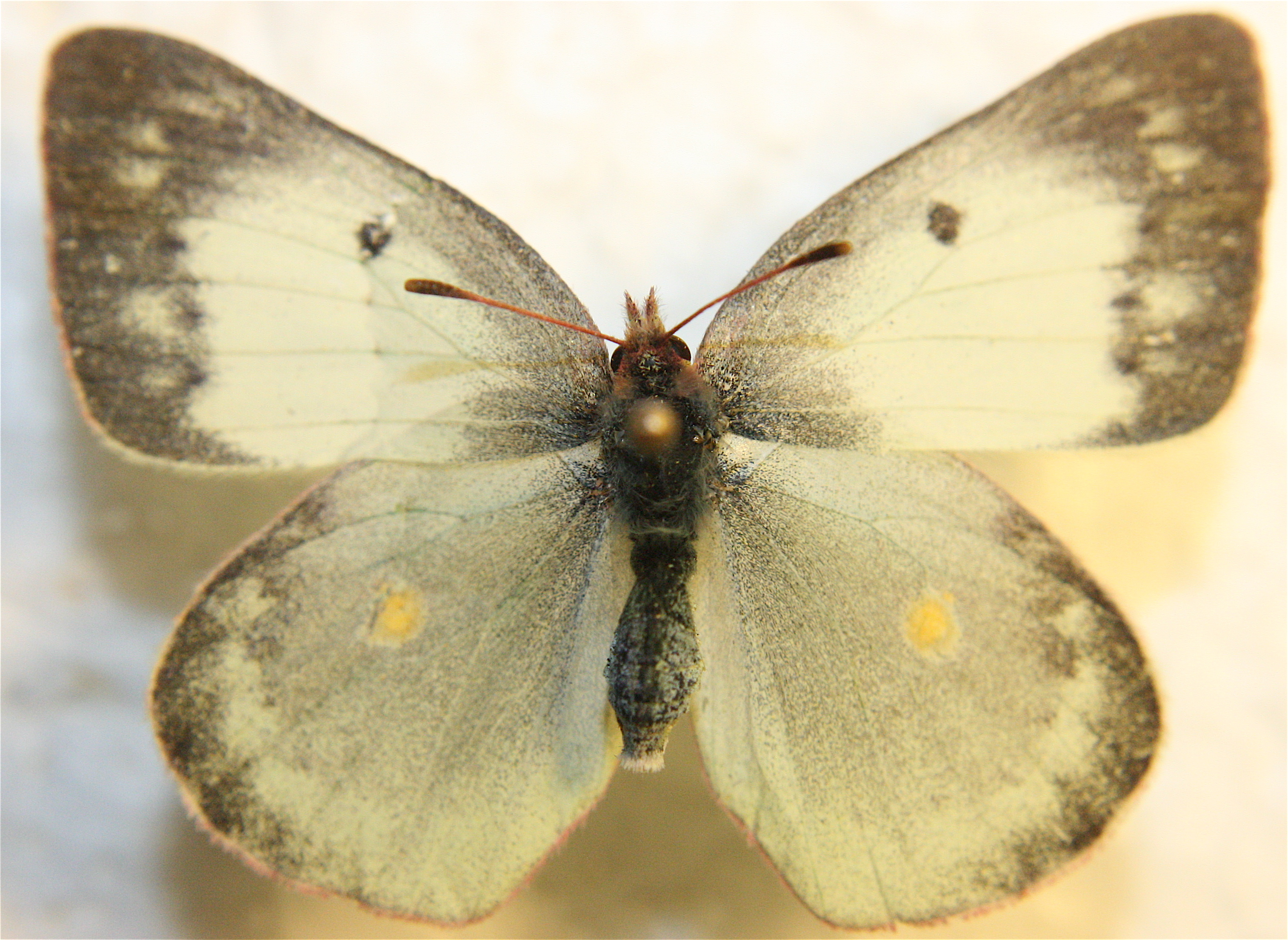
Colias philodice ♀ f.alba
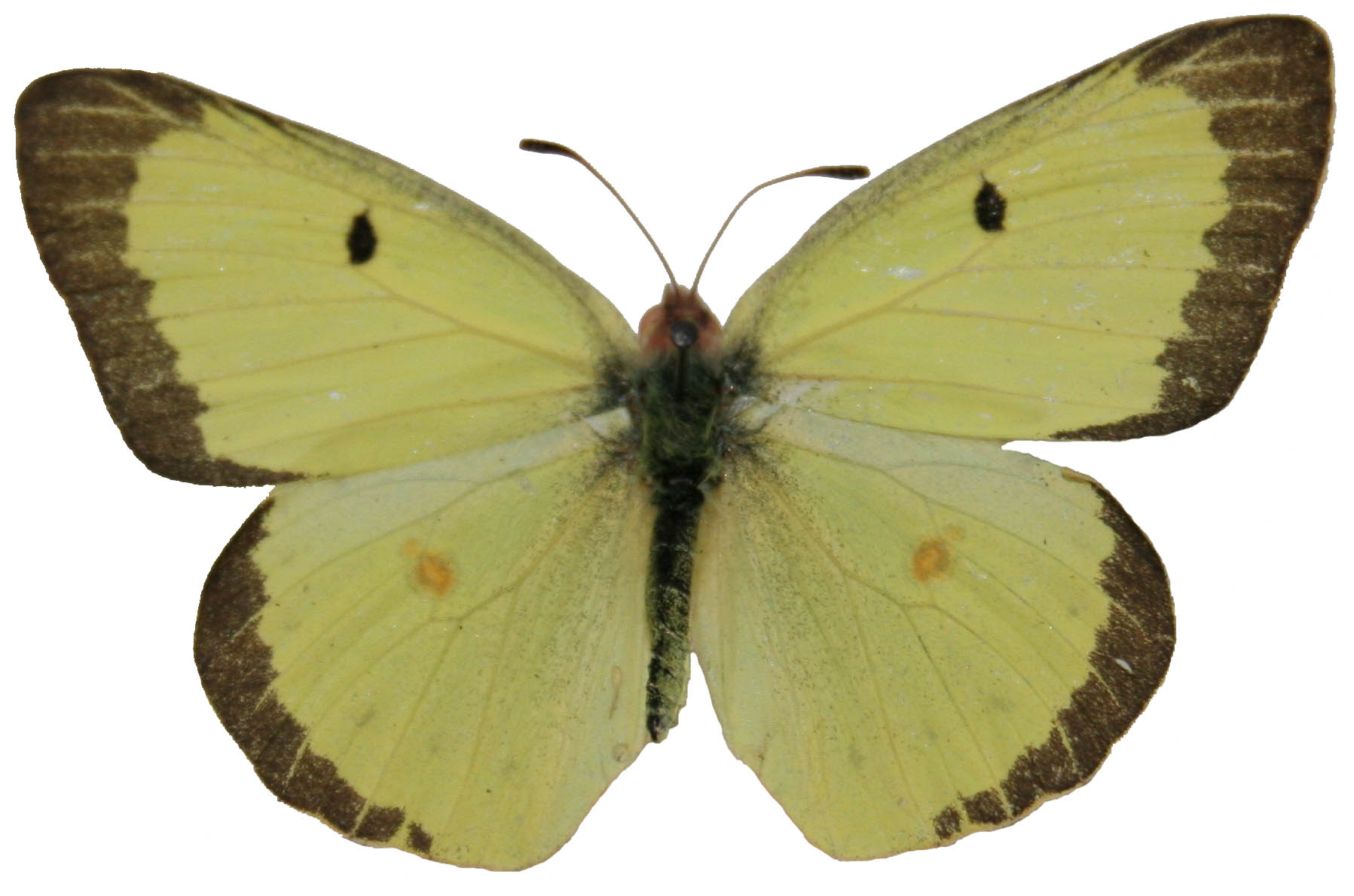
Colias philodice, ♂
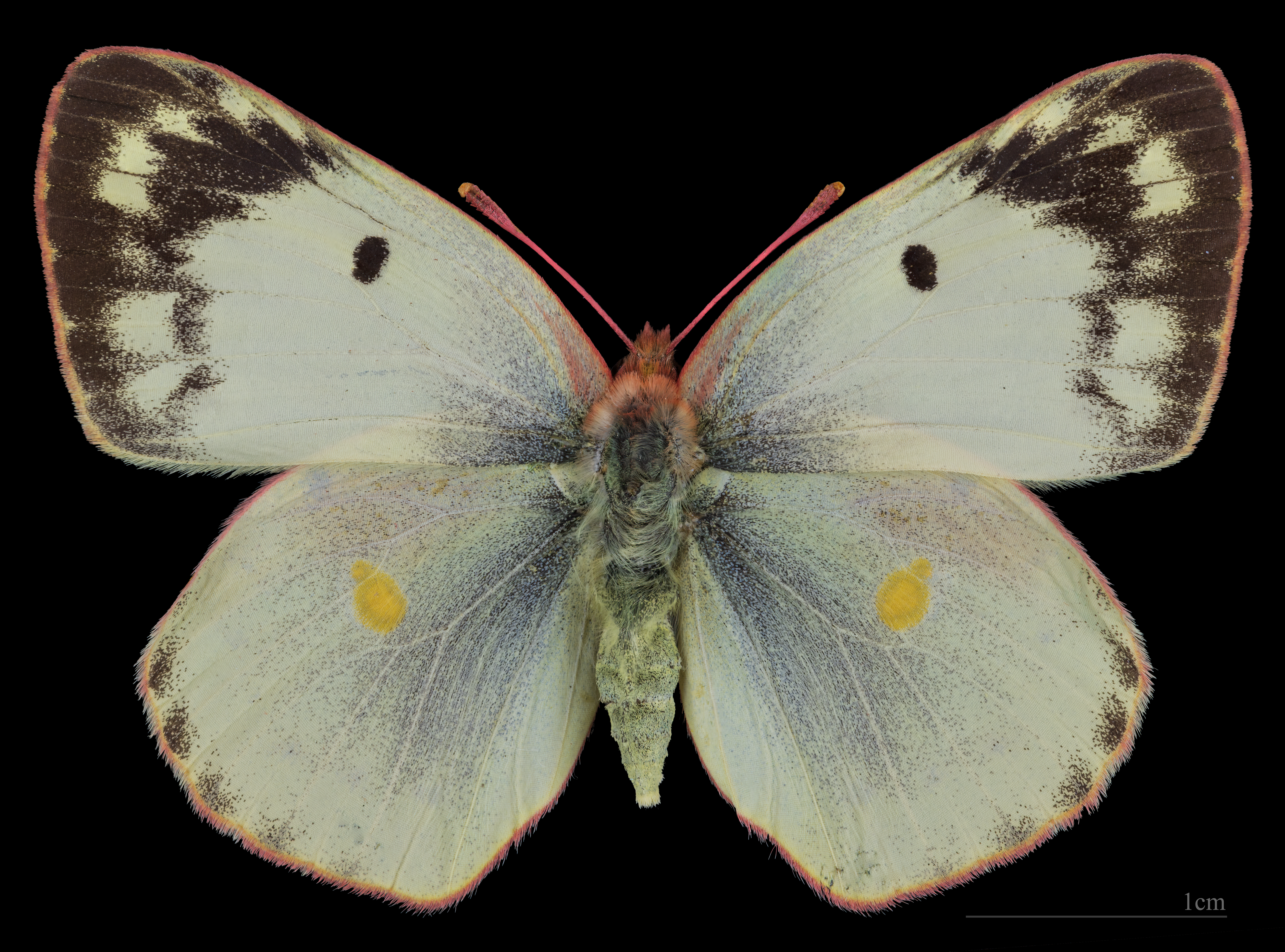
Colias alfacariensis, ♀
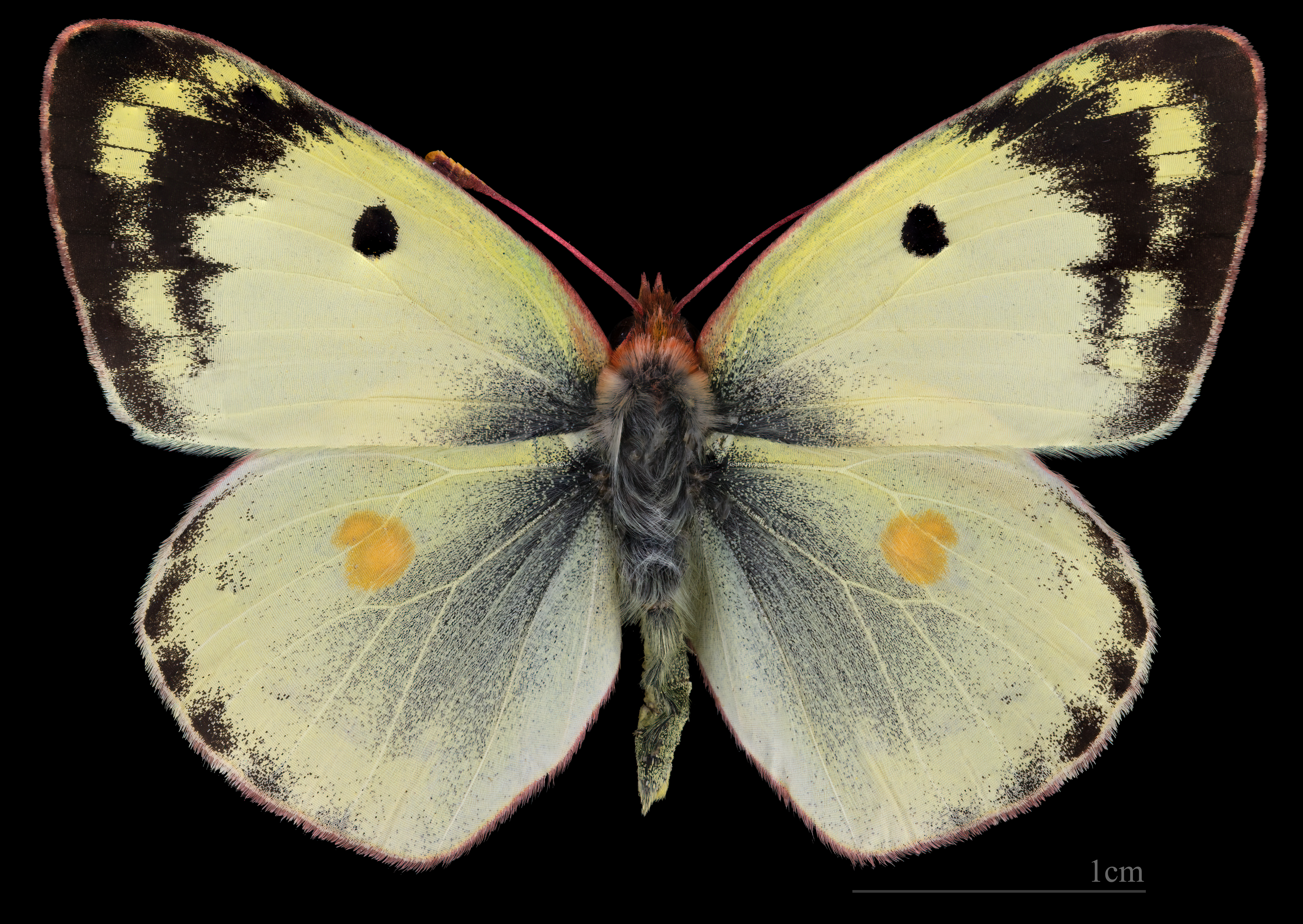
Colias hyale, ♂
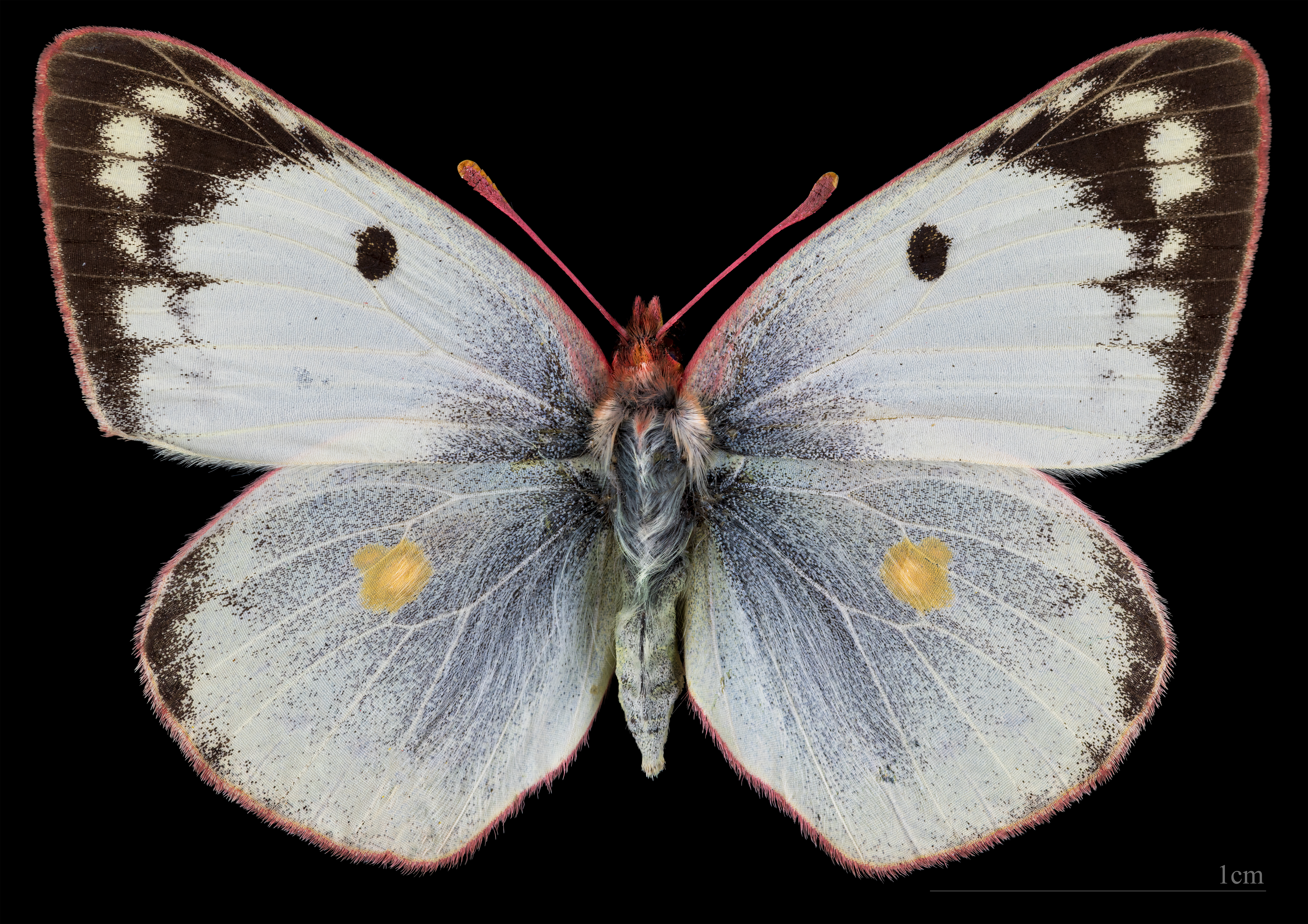
Colias hyale, ♀
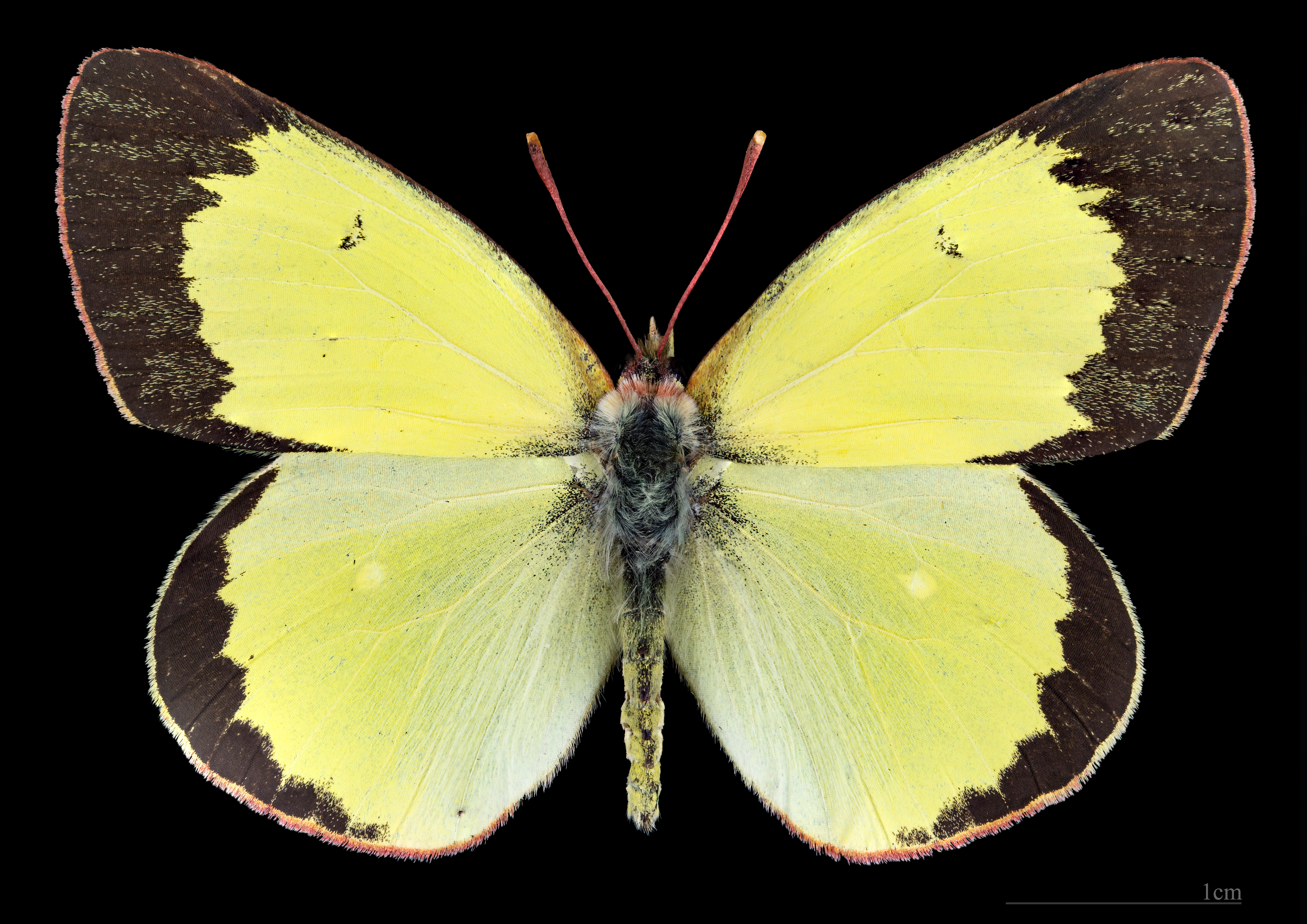
Colias palaeno, ♂
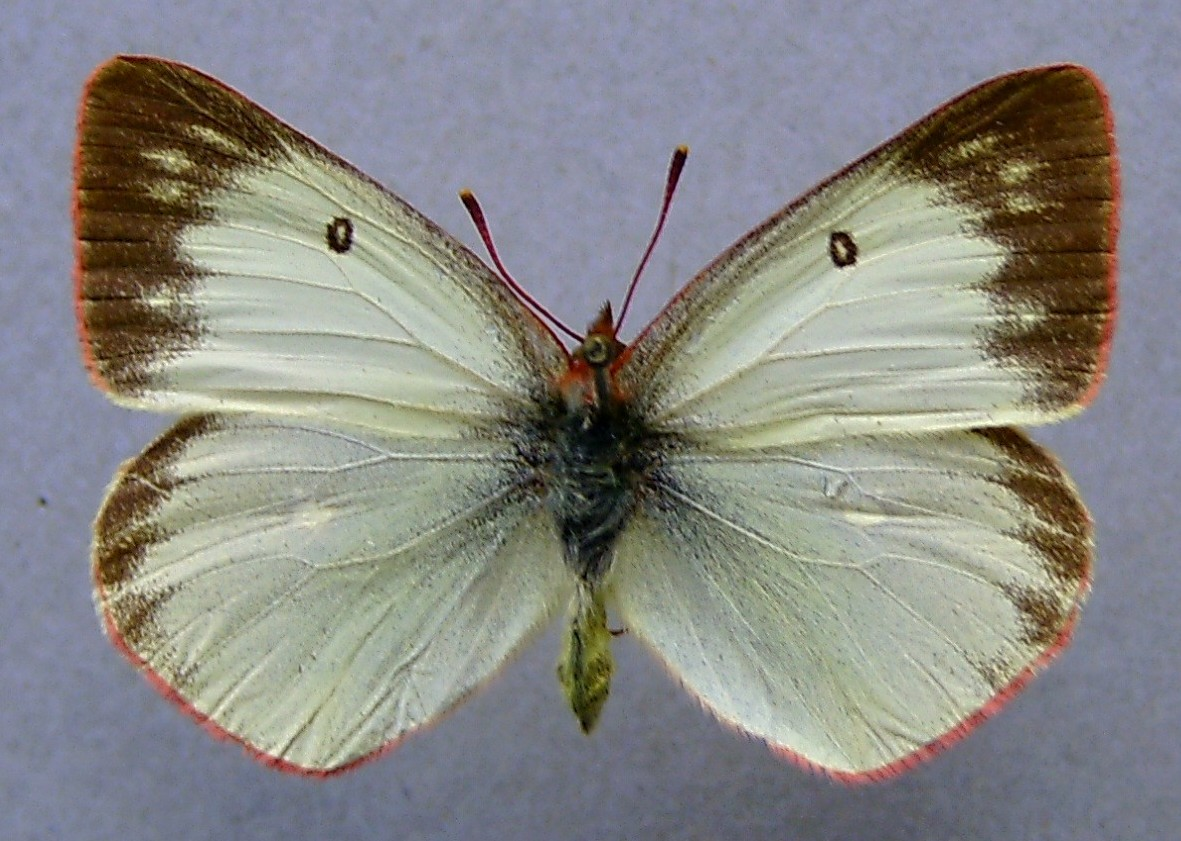
Colias palaeno, ♀
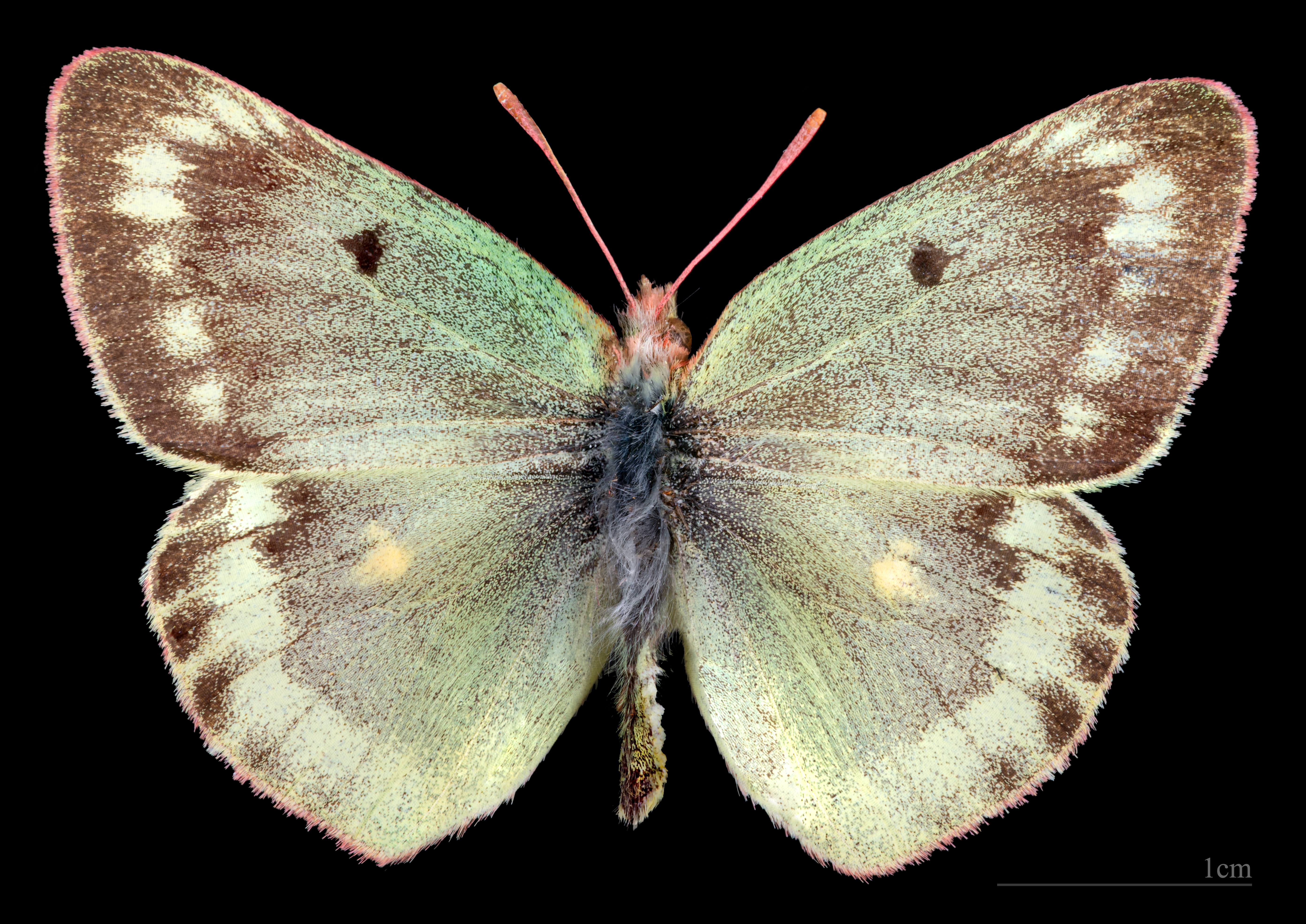
Colias phicomone, ♂
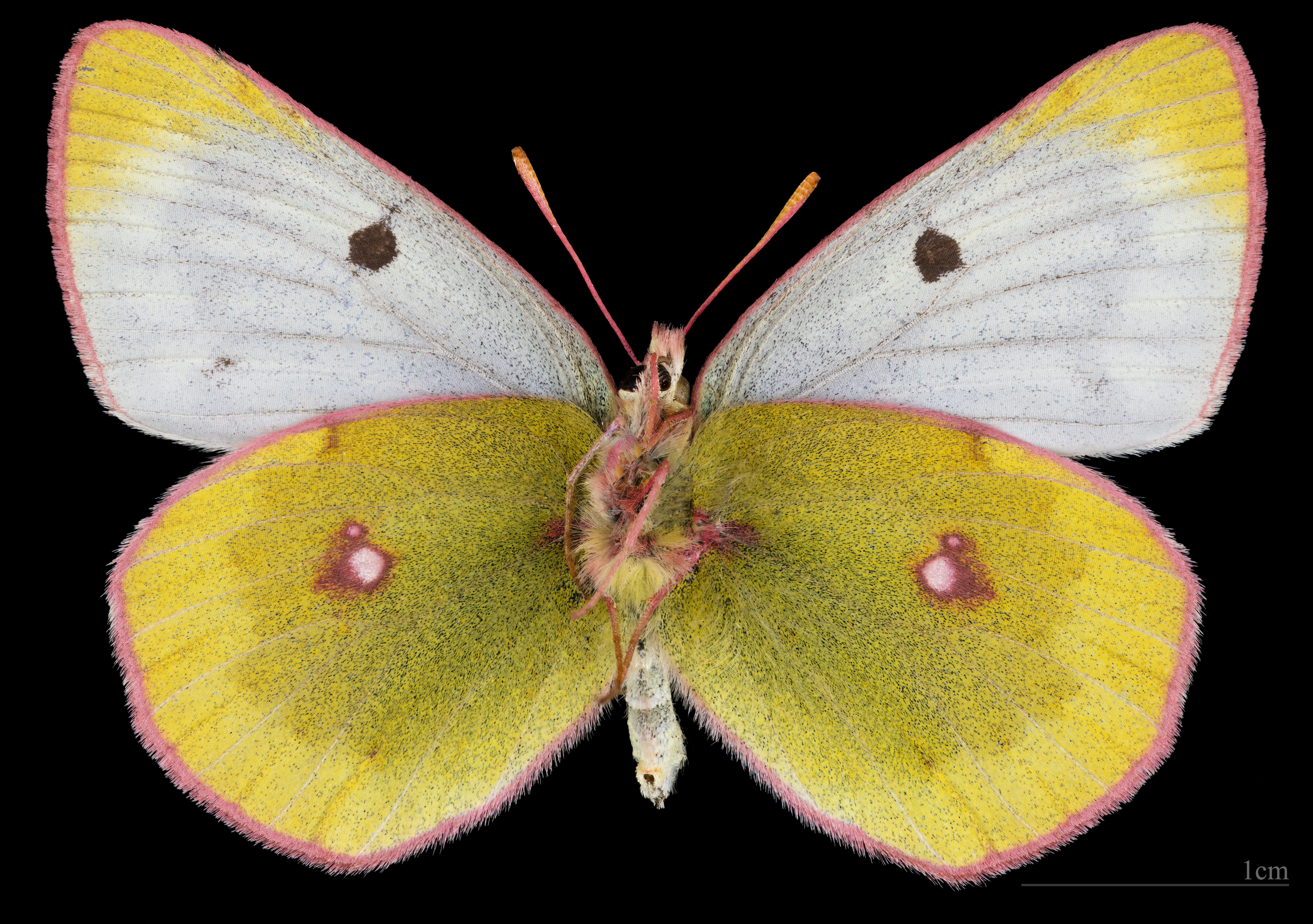
Colias phicomone, ♀